# Chi Củ nâu
Chi Củ nâu (danh pháp khoa học: Dioscorea) là chi thực vật gồm trên 600 loài thực vật có hoa thuộc họ Củ nâu, bản địa của các vùng nhiệt đới và vùng có khí hậu ấm. Tên khoa học của chi này được đặt theo tên nhà vật lý học và thực vật học Hy Lạp cổ đại Dioscorides.
Một số loài trong chi Củ nâu cho củ là nguồn lương thực quan trọng ở một số nước nhiệt đới. Nhiều loài trong chi này chứa độc tố trong củ tươi nhưng độc tố này dễ bị phân hủy trong quá trình chế biến nhiệt.

## Một số loài
| - Dioscorea alata L. - Dioscorea althaeoides Knuth - Dioscorea altissima Lam. - Dioscorea aspersa Prain & Burkill - Dioscorea balcanica Kosanin - Dioscorea banzhuana C.P'ei & C.T.Ting - Dioscorea belophylla Voigt ex Haines - Dioscorea benthamii Prain & Burkill - Dioscorea bicolor Prain & Burkill - Dioscorea biformifolia C.P'ei & C.T.Ting - Dioscorea birmanica Prain & Burkill - Dioscorea bulbifera L. - Dioscorea cayenensis - Dioscorea chingii Prain & Burkill - Dioscorea cirrhosa Lour. - Dioscorea collettii Hook.f. - Dioscorea communis (L.) Caddick & Wilkin – xem Tamus communis - Dioscorea cumingii Prain & Burkill - Dioscorea decipiens Hook.f. - Dioscorea delavayi Franch. - Dioscorea deltoidea Wall. ex Kunth - Dioscorea dumetorum - Dioscorea elephantipes - Dioscorea esculenta - Dioscorea esquirolii - Dioscorea exalata - Dioscorea floridana Bartlett - Dioscorea fordii - Dioscorea futschauensis - Dioscorea garrettii - Dioscorea glabra - Dioscorea gracillima - Dioscorea hastifolia - Dioscorea hemsleyi - Dioscorea hispida - Dioscorea japonica - Dioscorea kamoonensis | - Dioscorea linearicordata - Dioscorea martini - Dioscorea melanophyma Burkill & Prain - Dioscorea menglaensis - Dioscorea mexicana - Dioscorea nipponica - Dioscorea nitens - Dioscorea opposita - Dioscorea orangeana Wilkin - Dioscorea panthaica - Dioscorea pentaphylla - Dioscorea hamiltonii - Dioscorea poilanei - Dioscorea polygonoides - Dioscorea polystachya Turczaninow - Dioscorea preussii - Dioscorea quinqueloba - Dioscorea rotundata - Dioscorea sansibarensis Pax - Dioscorea scortechinii - Dioscorea simulans - Dioscorea sinoparviflora - Dioscorea spongiosa - Dioscorea subcalva - Dioscorea sylvatica - Dioscorea tentaculigera - Dioscorea tenuipes - Dioscorea tokoro - Dioscorea transversa - Dioscorea trifida - Dioscorea velutipes - Dioscorea villosa L. - Dioscorea wallichii - Dioscorea xizangensis - Dioscorea yunnanensis - Dioscorea zingiberensis |